# Liste von Persönlichkeiten der Universität zu Köln
Diese Liste von Persönlichkeiten der Universität zu Köln enthält Persönlichkeiten, die an der 1919 gegründeten neuen Universität zu Köln studierten oder arbeiteten bzw. arbeiten sowie Persönlichkeiten, die einen Ehrenbürger- oder Ehrensenatorentitel erhalten haben. Zu Ehrenbürgern werden seit 1925 Persönlichkeiten ernannt, die sich um die Universität oder um die Forschung besonders verdient gemacht haben, seit dem Jahr 1933 verleiht die Universität darüber hinaus Ehrensenatorentitel.

## Ehrenbürger
- Konrad Adenauer (1925)
- Schwester Ignatia (geb. Gräfin Spee) (1925)
- Louis Hagen (1925)
- Paul von Hindenburg (1926)
- Christian Eckert (1926)
- Friedrich Moritz (1935)
- Balbino Giuliano (1938)
- Anton Waldmann (1938)
- Viktor Rolff (1938)
- Heinrich Ritter von Srbik (1938)
- Karl Haus (1950)
- Robert Pferdmenges (1955)
- Josef Kroll (1956)
- Christine Teusch (1963)
- Leopold von Wiese und Kaiserswaldau (1965)
- Theo Burauen (1969)
- Karl Carstens (1984)
- Hermann Jahrreiß (1984)
- Kurt Hansen (1988)

## Ehrensenatoren
Unter den bisher 44 Ehrensenatoren der Universität befinden sich unter anderem
- Eugen Schmalenbach (1953)
- Ernst Schwering (1956)
- Max Adenauer (1965)
- Heinrich Brüning (1965)
- Hermann Pünder (1967)
- Friedrich Carl Freiherr von Oppenheim (1975)
- John van Nes Ziegler (1980)
- Alfred Freiherr von Oppenheim (2004)
- Heinrich Haake (1934)
- Fritz Schramma (2011)

## Bekannte Hochschullehrer
Weitere bekannte Hochschullehrer der Universität zu Köln sind auch unter Kategorie:Hochschullehrer (Universität zu Köln) zu finden.
- Kurt Alder (Chemie), Nobelpreis Chemie 1950
- Klaus Peter Berger (Rechtswissenschaften)
- Günther Binding (Kunstgeschichte)
- Günter Blamberger (Germanistik)
- Gotthold Bohne (Rechtswissenschaften, Rektor 1949–1951)
- Helmut Bonheim (Anglistik)
- Ottmar Bühler (Rechtswissenschaften)
- Roland Bulirsch (Mathematik)
- Joachim Bumke (Altgermanistik)
- Christoph Butterwegge (Politikwissenschaften)
- Karl Carstens (Rechtswissenschaften)
- Karl Otto Conrady (Germanistik)
- Thomas von Danwitz (Rechtswissenschaften)
- Max Delbrück (Genetik)
- Otto Depenheuer (Rechtswissenschaften)
- Juergen B. Donges (Volkswirtschaftslehre)
- Hans Driesch (Philosophie)
- Johann Eekhoff (Volkswirtschaftslehre)
- Albrecht Egelhaaf (Zoologie), Ordinarius
- Odilo Engels (Geschichtswissenschaft)
- Karl Gustav Fellerer (Musikwissenschaft)
- Detlef Fetchenhauer (Wirtschaftspsychologie/Sozialpsychologie)
- Norbert Finzsch (Geschichtswissenschaft)
- Barbara Fornefeld (Sonderpädagogik)
- Martin Gimm (Sinologie/Manjuristik)
- Martin Göpfert (Biologie)
- Peter Grünberg (Physik), Nobelpreis Physik 2007
- Erich Gutenberg (Betriebswirtschaftslehre)
- Hans Ludwig Hamburger (Mathematik)
- Cornelia Harte, Entwicklungsbiologie, 1951 erste Professorin an der Universität
- Herbert Hax (Betriebswirtschaftslehre)
- Martin Henssler (Rechtswissenschaft), Präsident des Deutschen Juristentages
- Johanna Hey (Steuerrecht)
- Andreas Hillgruber (Geschichtswissenschaft)
- Bernd Irlenbusch (Wirtschaftswissenschaften)
- Thomas Jäger
- Hermann Jahrreiß (Rechtswissenschaften)
- Ulrich Jux (Geologie, Paläontologie)
- Gerhard Kegel (Rechtswissenschaften)
- Hermann Kellenbenz (Wirtschaftsgeschichte, Direktor des Rheinisch-Westfälischen Wirtschaftsarchivs)
- René König (Soziologie)
- Hans Kelsen (Rechtswissenschaft)
- Frauke Kraas (Geographie)
- Claus Kreß (Rechtswissenschaften)
- Josef Kuckertz (Musikethnologie)
- Jörg-Detlef Kühne (Rechtswissenschaften)
- Johannes Kunisch (Geschichtswissenschaft)
- Joachim Lang (Steuerrecht)
- Karl Lauterbach (Gesundheitsökonomie)
- Karl-Heinz Lauterjung (Physik)
- Wolfgang Leidhold (Politikwissenschaft)
- Werner Link (Politikwissenschaft)
- Erich Meuthen (Geschichtswissenschaft)
- Alex Meyer (Rechtswissenschaften, insb. Luftrecht)
- Peter Mittelstaedt (Physik)
- Renate Möhrmann (Theater-, Film- und Fernsehwissenschaft)
- Alfred Müller-Armack (Volkswirtschaftslehre)
- Thomas Mussweiler (Psychologie)
- Volker Neuhaus (Germanistik)
- Klaus Wolfgang Niemöller (Musikwissenschaft)
- Hans Carl Nipperdey (Rechtswissenschaften)
- Axel Ockenfels (Volkswirtschaftslehre)
- Ion N. Petrovici (Medizin)
- Veronika Petrovici (Medizin)
- Holger Pfaff (Medizinische Soziologie)
- Helmuth Plessner (Philosophie)
- Beatrice Primus (Germanistik)
- Ulrich Radtke (Geographie)
- Achim Rosch (Theoretische Physik, Leibnizpreisträger)
- Hans-Jürgen Sasse (Allgemeine Sprachwissenschaft)
- Wilhelm Salber (Psychologie)
- Fritz Schalk (Romanistik)
- Werner Scheid (Neurologie)
- Max Scheler (Philosophie und Soziologie)
- Erwin K. Scheuch (Soziologie)
- Harald Schicha (Nuklearmedizin)
- Theodor Schieder (Geschichtswissenschaft)
- Eugen Schmalenbach (Betriebswirtschaftslehre)
- Hans Karl Schneider (Volkswirtschaftslehre)
- Josef Schrudde (Medizin)
- Martin Schwarzbach (Geologie)
- Hansjakob Seiler (Linguistik)
- Andreas Speer (Philosophie)
- Heinrich von Stackelberg (Volkswirtschaftslehre)
- Burkard Steppacher (Politikwissenschaft)
- Klaus Stern (Rechtswissenschaften)
- Joseph Straub (Botanik)
- Manfred Thaller (Historische Fachinformatik)
- Ulrich W. Thonemann (Wirtschaftswissenschaften)
- Klaus Tipke (Steuerrecht)
- Andreas von Tuhr, Jurist
- Gerhard Uhlenbruck (Medizin, Immunologie, Immun- und Sporttherapie) und Aphoristiker
- Jürgen Untermann (Vergleichende Sprachwissenschaft)
- Heinz Vater (Germanistische Sprachwissenschaft)
- Franziska Völckner (Marketing; jüngste habil. BWL-Professorin in Deutschland)
- Daniel Wagner (Medizin)
- Michael Walter
- Axel A. Weber (Volkswirtschaftslehre)
- Andreas Wesch (Romanistik)
- Carl Christian von Weizsäcker (Volkswirtschaftslehre)
- Wolfgang Wessels (Politikwissenschaft)
- Alfred Ludwig Wieruszowski (1857–1945), Jurist und Senatspräsident am Oberlandesgericht Köln, Honorarprofessor an der Universität von 1920 bis 1933
- Martin R. Zirnbauer (Physik)
- Johannes Zittartz (Physik)
- Michael Zeuske (Geschichtswissenschaft)

## Bekannte Absolventen
- Manuel Andrack (* 1965), Redakteur, Moderator und Autor
- Manfred Baldus (* 1935), Kirchenrechtler und Richter
- Gerhart Baum (1932–2025), Rechtsanwalt, Politiker (FDP) und Bundesinnenminister
- Jacob Beautemps (* 1993), YouTuber, Moderator und Wissenschaftsjournalist
- Markus N. Beeko (* 1967), Menschenrechtler und Generalsekretär der deutschen Sektion von Amnesty International
- Karin Beier (* 1965), Theaterregisseurin
- Mark Benecke (* 1970), Kriminalbiologe und Autor
- Fritz Berg (1901–1979), der erste Präsident des Bundesverbandes der Deutschen Industrie (BDI) nach dem Zweiten Weltkrieg
- Ole Bischof (* 1979), Olympiasieger im Judo
- Kurt Bock (* 1958), deutscher Manager und Vorstandsvorsitzender der BASF SE
- Wolfgang Bosbach (* 1952), deutscher Politiker (CDU)
- Ursula Brohl-Sowa (* 1955), Juristin und Polizeipräsidentin in Bonn
- Klaus vom Bruch (* 1952), Künstler
- Herbert Britz (1917–2011), 1. Vorsitzender des Marburger Bundes und Kölner Kommunalpolitiker (CDU)
- Heinrich Otto Deichmann (* 1962), deutscher Unternehmer
- Hans-Ulrich Everts (1937–2017), Professor der Theoretischen Physik
- Schahrzad Farrokhzad (* 1971), Professorin der Angewandte Sozialwissenschaften
- Nikolaos Gaezas (* 1982), Rechtsanwalt für Wirtschafts- und Steuerstrafrechts, Medizinstrafrecht und für das internationale Strafrecht
- Peter Grünberg (1939–2018), Nobelpreis für Physik (2007)
- Wolfgang Grupp (* 1942), deutscher Unternehmer (Trigema)
- Harry Güthert (1912–1989), Pathologe, Rektor der Medizinischen Akademie Erfurt
- Jenny Gusyk (1897–1944), erste Studentin und erste Ausländerin an der Universität, Namensgeberin des J-G-Preises für Gleichstellung
- Marion von Haaren (* 1957), Fernsehjournalistin
- Ralf Hafner (* 1959), Professor für International Business
- Britta Heidemann (* 1982), Olympiasiegerin im Fechten
- Ursula Heise, Literaturwissenschaftlerin
- Alfred Herrhausen (1930–1989), ehemaliger Vorstandssprecher der Deutschen Bank
- Jan Hofer (* 1950), Fernsehjournalist
- Felix Holtermann (* 1987), deutscher Journalist und Buchautor
- Carola Holzner (* 1982), Medizinerin und Webvideoproduzentin
- Werner Hoyer (* 1951) – Präsident der Europäischen Investitionsbank, Politiker (FDP) und Präsident des Instituts für Europäische Politik
- Róbert Juharos (* 1968), ungarischer Politiker, Rechtsanwalt und Bürgerrechtler
- Roland Kaehlbrandt (* 1953), deutscher Stiftungsmanager und Sachbuchautor, Vorstandsvorsitzender der Stiftung Polytechnische Gesellschaft
- Karl Kaiser (* 1934), Professor (u. a. Harvard), Politikberater unter Willy Brandt und Helmut Schmidt
- Andreas Kaplan (* 1977), Professor, Rektor
- Navid Kermani (* 1967), deutsch-iranischer Schriftsteller, Publizist und habilitierter Orientalist
- Wolfgang Kirsch (* 1955), deutscher Manager, Vorstandsvorsitzender der DZ Bank
- Uwe Klimmeck (* um 1969/70), Filmschnitteditor und Kameramann
- Elke König (* 1954), Ökonomin
- Turid Knaak (* 1991), ehemalige deutsche Fußballspielerin
- Gabriele Krone-Schmalz (* 1949) – Journalistin, Publizistin und Hörbuchsprecherin
- Klaus Laepple (* 1939), Tourismusfunktionär
- Hera Lind (* 1957), Schriftstellerin
- Armin Maiwald (* 1940), Autor, Regisseur und Fernsehproduzent
- Jörg Mayr (* 1970), ehemaliger deutscher Eishockeyspieler (2× Gewinner deutscher Meisterschaft mit Kölner Haien)
- Judith Esser Mittag (1921–2020), Medizinerin und Mitentwicklerin des o. b.
- Andreas Mosbacher (* 1967), Richter am Bundesgerichtshof
- Gisela Mosig (1930–2003), Molekularbiologin und Hochschullehrerin
- Hans-Friedrich Müller (* 1964), Jurist und Hochschullehrer
- Petra Mutzel (* 1964), Mathematikerin, Informatikerin und Hochschullehrerin
- Claudia Nemat (* 1968), Managerin (Vorstandsmitglied für Technologie und Innovation bei der Deutschen Telekom AG)
- Alper Öner (* 1976), Kardiologe und Hochschullehrer
- Karolos Papoulias (1929–2021), griechischer Staatspräsident
- Otto Piene (* 1928; † 2014), war ein deutscher Künstler und Mitbegründer der Künstlergruppe ZERO
- Gunter Pleuger (* 1941), Diplomat, ehemaliger Ständige Vertreter der Bundesrepublik Deutschland bei den Vereinten Nationen in New York
- Sven Plöger (* 1967), Diplom-Meteorologe und Fernsehmoderator
- Richard David Precht (* 1964), Philosoph, Schriftsteller und Publizist
- Thomas Rabe (* 1965), Vorstandsvorsitzender der Bertelsmann AG
- Michael Radtke (* 1946), Journalist, Schriftsteller und Drehbuchautor
- Heiko Rieger (* 1962), Professor für Theoretische Physik
- Uwe Rosenbaum (* 1942), Journalist und Medienmanager
- Sarah Ross (* 1977), Musikethnologin, Hochschullehrerin und Leiterin des Europäischen Zentrums für Jüdische Musik
- Uğur Şahin, Mediziner, Krebsforscher und Gründer von BioNTech
- Haimo Schack (* 1952), Jurist und Hochschullehrer
- Enrique Schmidt (1949–1984), nicaraguanischer Politiker
- Ronaldo Schmitz (* 1938), Manager und Banker, ehem. Vorstand bei BASF und der Deutschen Bank, ehem. Präsident des Istituto per le Opere di Religione (IOR)
- Fritz Schramma (* 1947), ehem. Oberbürgermeister von Köln
- Hans Sennholz (1922–2007), deutscher Ökonom und US-Hochschullehrer, bedeutender Vertreter der Österreichischen Schule der Volkswirtschaftslehre
- Annette Simonis (* 1965), Literaturwissenschaftlerin und Hochschullehrerin
- Marietta Slomka (* 1969), Fernsehjournalistin
- Claus Spahn (* 1940), WDR-Fernsehredakteur
- Ilka Steinhausen (* 1968), Journalistin und Medienmanagerin
- Dorothee Sölle (1929–2003), Theologin
- Hans Toussaint (1902–1977), Politiker
- Heinrich Freiherr von Stackelberg (1905–1946), deutscher Ökonom
- Achim Truger (* 1969), Wirtschaftswissenschaftler
- Rödiger Voss (* 1969), Professor und Buchautor
- Ulrich Walter (* 1954), Astronaut und Professor für Raumfahrttechnik
- Norbert Walter-Borjans (* 1952), deutscher Politiker SPD, ehemaliger Landesfinanzminister von Nordrhein-Westfalen
- Klaus Weinand (* 1940), Basketballnationalspieler und 1972 Teilnehmer Olympische Sommerspiele
- Jürgen Wiebicke (* 1962), Journalist und Schriftsteller
- Anne Will (* 1966), Fernsehjournalistin
- Günter Wojaczek (1932–1997), Altphilologe und Fachdidaktiker der Alten Sprachen, promovierte hier 1969 bei Reinhold Merkelbach, Hellfried Dahlmann und Berthold Rubin
- Mesut Yılmaz (1947–2020), türkischer Ministerpräsident a. D.